# Флореста (Сицилия)
Флореста (итал. Floresta) — коммуна в Италии, располагается в регионе Сицилия, в провинции Мессина.
Население составляет 637 человек (2008 г.), плотность населения составляет 21 чел./км². Занимает площадь 31 км². Почтовый индекс — 98030. Телефонный код — 0941.
Покровительницей коммуны почитается святая Анна, празднование 26 июля.

## Демография
Динамика населения:

## Администрация коммуны
- Официальный сайт: https://web.archive.org/web/20060926004427/http://www.comunefloresta.me.it/